# Tigrinota
Tigrinota là một chi bướm ngày thuộc họ Lycaenidae.